# Piper pubivaginatum
Piper pubivaginatum är en pepparväxtart som beskrevs av J.A. Steyermark. Piper pubivaginatum ingår i släktet Piper och familjen pepparväxter. Inga underarter finns listade i Catalogue of Life.